# Ministro generale dell'Ordine della Santissima Trinità e degli Schiavi

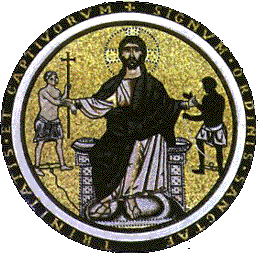
Il Signum Ordinis è lo stemma dell'Ordine della Santissima Trinità e anche il sigillo del Ministro generale sin da san Giovanni di Matha.

Ministro generale è il titolo che viene concesso al moderatore supremo dell'Ordine della Santissima Trinità e degli Schiavi e successore di  San Giovanni di Mata.

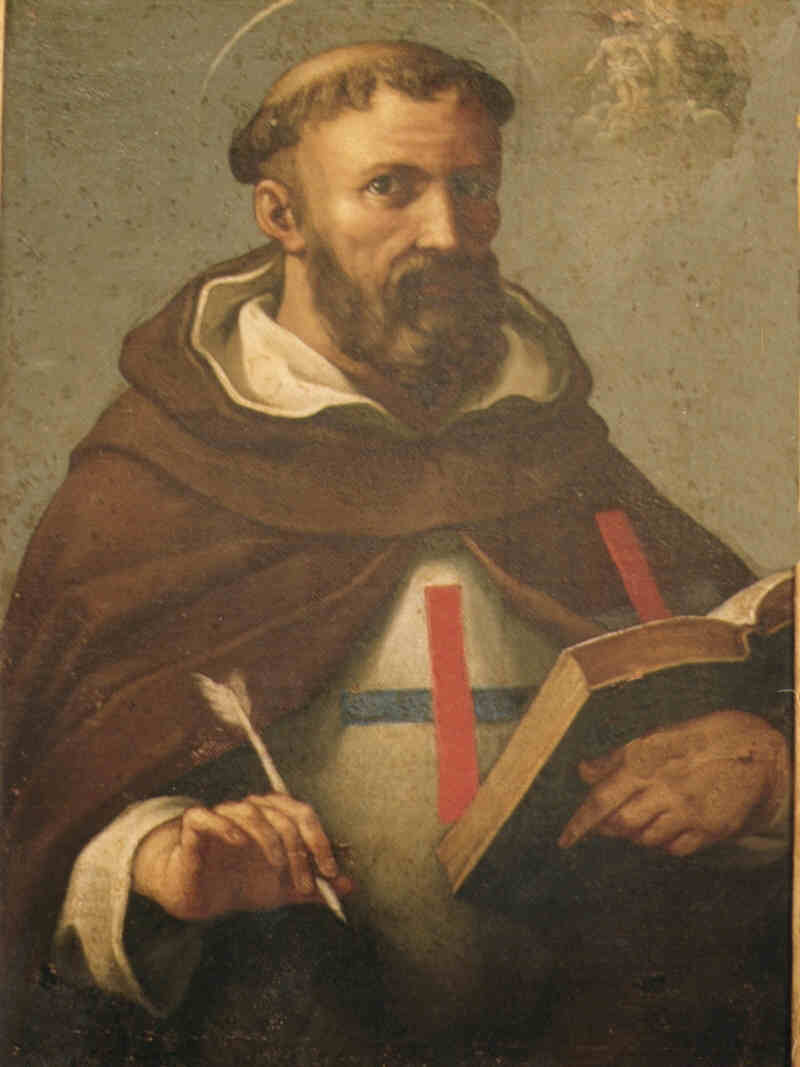
San Giovanni di Matha fondatore e primo Ministro generale dell'Ordine Trinitario

## Ministri Generali dell'Ordine indiviso
- 1º San Giovanni di Matha, 17/12/1198 - 17/12I/1213
- 2º Giovanni Anglicus, 01/06/1214 - 15/07/1217
- 3º Willian Scotus, 1217 - 17/05/1222
- 4º Rogerio Deres, 21/05/1223 - 18/03/1227
- 5º Miguel Hispano, 06/06/1227 - 18/07/1230
- 6º Nicola Gallus, 25/05/1231 - 04/03/1257
- 7º Giacomo Flamingus o Hugo, 10/06/1257 - 1262
- 8º Alardo, 11/06/1262 - 18/02/1272
- 9º Jean Boileau, 22/05/1272 - 22/03/1291
- 10º Pierre de Cuisy, 15/041291 - 19/01/1315
- 11º Pierre Bertaudus, 19/04/1315 - 13/08/1324
- 12º Jean Brunet, 05/11/1324 - 1337
- 13º Thomas Loquet, 19/04/1337 - 1357
- 14º Pierre de Burry, 06/05/1357 - 22/09/1373
- 15º Jean de la Marche, 30/04/1374 - 30/04/1392
- 16º Reginaldo de la Marche, 10/05/1392 - 30/03/1410
- 17º Teodoro Vareland, 20/04/1410 - 01/05/1413
- 18º Stephan Mesnil-Fouchard, 13/05/1414 - 1415 (+29/09/1416)
- 19º Pierre Chandoté, 26/04/1415 - 1420
- 20º Jean Halboud de Troyes, 10/05/1421 - 1439
- 21º Jean Tibaud, 17/04/1440 - 08/03/1460
- 22º Raúl Duvivier, 11/05/1460 - 23/07/1472
- 23º Robert Gaguin, 16/05/1473 - 22/05/1501
- 24º Guido Musnier, 27/04/1502 - 24/10/1508
- 25º Nicolas Musnier, 05/05/1509 - 11/11/1545
- 26º Teobaldo Musnier, 22/05/1546 - 06/05/1568
- 27º Bernard Dominici de Metz, 23/04/1570 - 15/02/1597
- 28º François Petit, 18/04/1598 - 1612

## Ministri generali dopo la divisione

### Ministri generali dei trinitari calzati
- 29º Louis Petit, 26/08/1612 - 03/10/1652
- 30º Claude Ralle, 10/10/1652 - 14/11/1654
- 31º Pierre Mercier, 25/04/1655 - 26/05/1683

Per i calzati francesi
- 32º Eustache Teissier, 20/03/1686 - 08/01/1693
- 33º Grégoire de la Forge, 07/11/1693 - 13/04/1704

Per i calzati non francesi
- 34º Antonio Pegueroles, 18/05/1688 - 13/05/1696 (Vicario generale)
- 35º José de Toledo, 13/05/1696 - 01/10/1700 (Vicario generale)

Per tutto l'Ordine Calzato
- 36º Grégoire de la Forge, 13/04/ 1704 - 27/08/1706
- 37º Claude Massac, 1706 - 1716 y 03/05/1716 - 17/02/1748
- 38º Guillaume Lefèvre, 27/04/1749 - 11/04/1764
- 39º François Pichault, 05/05/1765 - 09/05/1780
- 40º Pierre Chauvier, 11/05/1781 - 15/03/1792
- 41º Silvestre Calvo, 15/03/1805 - 15/03/1813
- 42º Blas Sánchez, 24/11/1814 - 1824 (Vicario Generale)
- 43º Pablo Hernández, 01/10/1825 - 13/03/1826
- 44º Francisco Javier León, 30/06/1826 - 15/01/1831 (Vicario Generale)
- 45º Francisco Martí, 30/04/1831 - 10/06/1853
- 46º Segismundo Casas, 10/06/1853 - 05/11/1855 (Commissario Apostolico)
- 47º Antonio Martín Bienes, 22/02/1856 - 28/01/1894

### Ministri generali dei trinitari scalzi
- 29º Gabriel de la Asunción, 15/06/1631 - 1632
- 30º Francisco de la Cruz, 08/05/1632
- 31º Isidoro de San Juan, 1632-1635 (Vicario Generale) 11/05/1635 - 1641 (Ministro Generale)
- 32º Diego de Jesús, 27/04/1641 - 1647
- 33º Martín de la Asunción, 10/05/1647 - 1653
- 34º Gaspar de Jesús, 06/05/1653 - 07/01/1656
- 35º Diego de la Madre de Dios, 13/02/1656
- 36º Leandro del Santísimo Sacramento, 13/05/1656 - 1662
- 37º Francisco de San Julián, 06/05/1662 - 03/09/1663
- 38º Pedro de la Ascensión, 03/09/1663 (Vicario Generale) 20/05/1665 - 1671 (Ministro Generale)
- 39º Antonio de la Concepción, 25/04/1671 - 1677
- 40º Antonio del Espíritu Santo, 15/05/1677 - 01/05/1678
- 41º Miguel de Jesús y María, 01/05/1678 - 1680 (Vicario Generale)
- 42º Antonio de la Concepción, 18/05/1680 - 04/11/1685
- 43º Pedro de San Miguel, 04/11/1685 - 1686 (Vicario Generale) 11/05/1686 - 1692 (Ministro Generale)
- 44º Rafael de San Juan, 05/05/1692 - 1693
- 45º Juan de San Antonio, 1693 - 1695 (Vicario Generale) 30/04/1695 - 1701 (Ministro Generale)
- 46º Juan de San Atanasio, 23/04/1701 - 1707
- 47º Juan de San Pablo, 25/05/1707 - 1716
- 48º Alejandro de la Concepción, 09/05/1716 - 13/01/1739
- 49º Miguel de San Francisco, 13/01/1739 - 17/01/1740 (Vicario Generale)
- 50º José de la Ascensión, 17/01/1740 - 1747
- 51º Miguel de San José, 28/05/1747 - 1750
- 52º Rodrigo de San Laureano, 13/08/1750 - 1753 (Vicario Generale)
- 53º Estanislao del Santísimo Sacramento, 1753 - 1759
- 54º Gaspar de Santo Tomás de Aquino, 1759 - 23/03/1763
- 55º Francisco de San Alberto, 12/05/1763 - 1765 (Vicario Generale)
- 56º Rodolfo de San Juan Nepomuceno, 1765 - 1771
- 57º Gudisalvo de la Natividad, 1771 - 04/07/1776
- 58º Francisco de San Miguel, 04/07/1776 - 1778 (Vicario Generale)
- 59º León de la Ascensión, 1778 - 1783
- 60º José de la Ascensión, 31/05/1783 - 12/12/1785
- 61º José de San Juan Bautista, 12/12/1785 - 1789 (Vicario Generale)
- 62º Juan de la Virgen del Carmen, 03/05/1789 - 1795
- 63º Blas de San Miguel, 02/05/1795 - 1801
- 64º Isidoro de San Vicente, 02/05/1801 - 1807
- 65º Juan de la Natividad, 25/04/1807 - 04/12/1808
- 66º José de San Rafael, 04/12/1808 - 1818 (Vicario Generale)
- 67º Jerónimo de San Félix, 18/04/1818 - 02/05/1824
- 68º Luis de la Asunción, 02/05/1824 - 01/12/1827 (Vicario Generale)
- 69º Ignacio de San José, 01/12/1827 - 1830 (Vicario Generale)
- 70º Antonio del Beato Miguel de los Santos, 08/05/1830 - 18/12/1840
- 71º Juan de la Visitación, 23/04/1841 - 1850 (Commissario Apostolico)
- 72º José de la Trinidad, 1851 - 04/07/1860 (Commissario Apostolico)
- 73º Jorge de la Virgen, 06/07/1860 - 24/05/1879 (Commissario Apostolico)
- 74º Bernardino del Santísimo Sacramento, 09/08/1879 - 24/01/1895 (Commissario Apostolico)
- - Esteban del Purísimo Corazón de María, 24/01/1895 - 1897 (Commissario Apostolico)
- 75º Esteban del Purísimo Corazón de María, 17/09/1897 - 1900
- 76º Gregorio de Jesús y María, 12/05/1900 - 1906
- 77º Antonino de la Asunción, 10/06/1906 - 1919
- 78º Xavier de la Inmaculada Concepción, 07/06/1919 - 1931
- 79º Antonino de la Asunción, 31/05/1931 - 1943
- 80º Ignazio Machione, 20/06/1943 - 1947; 01/06/1947 - 1959
- 81º Michele Nardone, 24/05/1959 - 1971
- 82º Ignacio Vizcargüénaga Arriortua, 06/06/1971 - 1977; 05/05/1977 - 1983

## Ministri generali dopo 1983
Con le nuove Costituzioni di 1983 si parla solo dell'Ordine della Santissima Trinità. Non si parla più di calzati o scalzi, ma di un unico Ordine
- 83º José Gamarra Mayor, 29/05/1983 - 1989; 21/05/1989 - 1995
- 84º José Hernández Sánchez, 11/06/1995 - 2001; 10/06/2001 - 2007
- 85º Joseph Narlaly, 03/06/2007 - 2013; 26/05/2013 - 2019
- 86° Luigi Buccarello, 15/06/2019